# Brisbane Airport
Brisbane Airport is het vliegveld dat de Australische stad Brisbane bedient. Het vliegveld, het op twee na drukste vliegveld van Australië, bevindt zich in de gelijknamige buitenwijk van de stad.
Het vliegveld is een belangrijk knooppunt voor luchtvaartmaatschappij Virgin Australia en voor budgetmaatschappij Pacific Blue Airlines. 

## Geschiedenis
In 1925 werd bekendgemaakt dat op de locatie Eagle Farm een vliegveld gebouwd zou worden. De locatie werd uitgekozen vanwege de vlakheid van het terrein. De Australische luchtvaartmaatschappij Qantas begon al in 1926 te vliegen vanaf dit vliegveld, hoewel toen de meeste vluchten in het gebied nog gebruik maakten van het nabijgelegen Archerfield Airport. Charles Kingsford Smith beëindigde op 9 juni 1928 zijn vlucht, de eerste vlucht die ooit de Grote Oceaan overstak, op Eagle Farm Airport. Er staat nu nabij de internationale terminal een museum waarin zijn vliegtuig, een Fokker F.VII, tentoongesteld wordt.
Eagle Farm was in de Tweede Wereldoorlog een steunpunt voor de geallieerde strijdmachten. Na de oorlog werd ze ingericht voor passagiersvluchten. In de jaren 1970 werd duidelijk dat ze te klein was voor de sterk groeiende stad en men bouwde een nieuwe luchthaven noordelijk van Eagle Farm; dit werd Brisbane Airport, die in 1988 geopend is.
Schiphol Group heeft via Schiphol Australia een belang van 18,7% in Brisbane Airport Corporation Holdings (BACH), de onderneming die sinds 1 juli 1997 voor een periode van 50 jaar de luchthaven van Brisbane exploiteert, met een verlengingsoptie van nog eens 49 jaar.
In oktober 2013 wordt besloten een tweede grote startbaan aan te leggen om de verwachte groei in het vliegverkeer te kunnen verwerken. De nieuwe baan komt twee kilometer ten westen van en parallel aan de bestaande 01/19 baan te liggen. Het wordt 3.300 meter lang en 60 meter breed. De baan komt in zee te liggen op een 360 hectare groot terrein. Om de nieuwe baan acht meter boven de zeespiegel te laten liggen moet 13 miljoen m3 zand worden opgespoten. De Belgische Jan De Nul Group heeft de opdracht gekregen voor het baggerwerk. Dit contract heeft een waarde van $ 470 miljoen. De baan zal omstreeks 2020 in gebruik worden genomen.

## Passagierscijfers
In 2011-12 maakten ruim 21 miljoen passagiers gebruik van de luchthaven. Ruim driekwart van de passagiers reisde van of naar een binnenlandse bestemming. De luchthaven heeft een gebroken boekjaar dat begint in juli en stopt eind juni. In de periode 2000-01 tot en met 2011-12 steeg het aantal passagiers met gemiddeld 4,5% op jaarbasis. In 2011-12 maakten 102.000 vliegtuigen een landing op de luchthaven en werd zo’n 90.000 ton internationale vracht verwerkt. 
| Jaar    | Totaal passagiers |
| ------- | ----------------- |
| 2000-01 | 13.051.798        |
| 2001-02 | 12.087.266        |
| 2002-03 | 12.040.670        |
| 2003-04 | 14.059.998        |
| 2004-05 | 15.623.155        |
| 2005-06 | 16.208.976        |
| 2006-07 | 17.592.548        |
| 2007-08 | 18.523.979        |
| 2008-09 | 18.987.831        |
| 2009-10 | 19.061.008        |
| 2010-11 | 20.100.189        |
| 2011-12 | 21.017.060        |
| 2012-13 | 21.603.400        |
| 2013-14 | 21.791.997        |
| 2014-15 | 22.024.845        |